# Monnaie (Agora)
Pour les articles homonymes, voir Monnaie (homonymie).
La monnaie est un bâtiment situé dans l'Agora athénienne qui servait d'hôtel des monnaies à la ville.

## Description
Il s'agissait d'un bâtiment presque carré d'environ 58 x 53 m. Datant du IVe siècle av. J.-C., il était situé dans le coin sud-est de l'Agora d'Athènes.

## Fonction
Aux IIIe siècle av. J.-C. et IIe siècle av. J.-C., les pièces athéniennes étaient frappées ici. Probablement uniquement des pièces de bronze, dont beaucoup ont été trouvées sur place, et non des pièces d'argent.